# Грудзевич, Олег Петрович
Оле́г Петро́вич Грудзе́вич (укр. Олег Петрович Грудзевич; 13 марта 1990, Хохонев) — украинский военнослужащий, полковник, участник российско-украинской войны. Герой Украины (2022).

## Биография
В 2011 году Олег Грудзевич начал службу в Вооружённых силах Украины. С началом полномасштабного вторжения России в Украину в 2022 году он был командиром танкового батальона 17-й отдельной танковой бригады имени Константина Пестушка. 24 февраля его подразделение вступило в бой в районе Волновахи Донецкой области. После четырёхдневных манёвренных боёв, в ходе которых было уничтожено значительное количество техники и живой силы противника, танкисты вернулись в Мариуполь на территорию завода «Азовмаш», где совместно с морскими пехотинцами начали бои за город.
Из-за нехватки боеприпасов, пищи и воды было принято решение о прорыве из окружённого города. В ночь на 11 апреля группа под руководством Олега Грудзевича начала выход на двух танках и бронетранспортёре. После успешного прорыва техника остановилась из-за отсутствия топлива, и военнослужащие продолжили путь пешком, преодолев около 175 км. По дороге они обнаружили и уничтожили диверсионно-разведывательную группу противника в районе села Знаменовка Донецкой области. В итоге все 16 военнослужащих, включая раненых и женщину, благополучно добрались до расположения украинских войск.
В 2024 году Олег Грудзевич был назначен заместителем командира 43-й отдельной механизированной бригады.

## Награды
- Звание «Герой Украины» с удостоением ордена «Золотая Звезда» (8 июля 2022) — за личное мужество и героизм, проявленные в защите государственного суверенитета и территориальной целостности Украины, верность военной присяге[4].
- Орден Богдана Хмельницкого II степени (17 июня 2022) — за личное мужество и высокий профессионализм, проявленные в защите государственного суверенитета и территориальной целостности Украины, верность военной присяге[5].
- Орден Богдана Хмельницкого III степени (24 апреля 2022) — за личное мужество и высокий профессионализм, проявленные в защите государственного суверенитета и территориальной целостности Украины, верность военной присяге[6].
- Медаль «За военную службу Украине» (12 октября 2021) — за личное мужество и отвагу, проявленные в защите государственных интересов, укрепление обороноспособности и безопасности Украины[7].